# Juve, storia di un grande amore
Juve, storia di un grande amore (pol. Juve, historia wielkiej miłości) – oficjalny hymn Juventusu Turyn od 2005 roku. Został napisany przez autora i wykonawcę Paolo Belliego w 2005 roku. Hymn wykonywany jest przed każdym meczem domowym na stadionie domowym Allianz Stadium (wcześniej Juventus Stadium i Stadio delle Alpi).

## Tekst piosenki (tłumaczenie)
Juve, historia wielkiej miłości
Podobnie do bohaterów mamy serce zadrapane niesione tam, gdzie chcesz w stronę twoich osiągnięć, tam, gdzie ty przybędziesz będzie historia wszystkich nas tylko kto biega może czynić cię drużyną, którą jesteś.

Juve, historia wielkiej miłości, biel, która obejmuje czerń. Chór, który się wznosi naprawdę dla ciebie.

Niesieni tam, gdzie ty chcesz jesteśmy świętującą trybuną, która obejmuje nas i jeszcze nie wystarczy. Każda nowa strona niech będzie historią nas wszystkich, tylko kto biega może czynić cię tym, kim jesteś.

Juve, historia wielkiej miłości biel, która obejmuje czerń. Chór, który wznosi naprawdę dla ciebie jest Juventus historią tą, która będzie kiedy zabrzmi początek, początek jest tym marzeniem, którym jesteś.

Juve, historia wielkiej miłości biel, która obejmuje czerń. Chór, który się wznosi naprawdę Juve na zawsze będzie. Juve... Juve na zawsze będzie (2 razy).

## Inne utwory
Istnieją również inne utwory napisane na cześć drużyny: Il cielo e bianconero (z włoskiego: Niebo - czarno-białe), Vecchia Signora (z wł.: Stara Dama), Juve facci sognare (z wł.: Juve, spełnij nasze marzenie), Magica Juve e Bianconeri (z wł.: Cudowny Juve i czarno-biali), wszystkie nagrane i zredagowane przez kompozytora Francesco De Felice. Również znany jest utwór Juvecentus (gra słów: "Juve" + "cento", z wł. Sto lat Juve), napisany z okazji 100-lecia powstania klubu w 1997 roku. Piosenka jest autorstwa kompozytora Pierangelo Bertoli. Również istnieje piosenka poświęcona Juventusowi Tu sei la squadra del cuore (z wł.: Ty - zespół w moim sercu).